# اسکات استرنی
اسکات استرنی (انگلیسی: Scott Stearney; ۲۱ اکتبر ۱۹۶۰ – ۱ دسامبر ۲۰۱۸) خلبان اهل ایالات متحده آمریکا و فرمانده ناوگان پنجم نیروی دریایی آمریکا بود.            اوایل زندگی و تحصیلات؛
استارنی بومی شیکاگو ، ایلینویز بود.  وی از دانشگاه نوتردام فارغ‌التحصیل شد و قبل از راه‌اندازی در نیروی دریایی ایالات متحده در اکتبر 1982 لیسانس هنرهای اقتصادی را به دست آورد. وی متعاقباً وارد آموزش پرواز شد و در آوریل 1984 به عنوان ناوبر دریایی منصوب‌شد. او از دانشکده جنگنده نیروی دریایی فارغ‌التحصیل شد  و دارای مدرک کارشناسی ارشد استراتژی منابع ملی از دانشگاه دفاع ملی.
نیروی دریایی:
استارنی در اسکادران جنگنده های اعتصابی متعددی که پرواز FA-18 هورنت را انجام می دادند خدمت کرد.  وظایف ناوگان وی شامل Golden Warriors of Strike Fighter Squadron VFA-87 ، Knighthawks of Strike Fighter Squadron VFA-136 و افسر جنگ اعتصابی برای فرمانده ، گروه حامل 4 (CCG-4) بود.  وی فرماندهی Wildcats VFA-131 و Carrier Air Wing Seven (CVW-7) را در USS Dwight D. Eisenhower (CVN-69) آغاز کرد.  وی در کابل ، افغانستان به عنوان رئیس ستاد کارگروه مشترک 435 (JTF 435) و بعداً کارگروه مشترک بین سازمانی مشترک 435 (CJIATF 435) خدمت‌کرد. [2]
استارنی به عنوان مربی و افسر آمادگی در مدرسه نیروی دریایی جنگنده ، کمک اردو به رئیس عملیات نیروی دریایی ، معاون مدیر فرماندهی نیروهای مشترک ایالات متحده J6 ایالات متحده ، معاون اجرایی معاون فرمانده ، فرماندهی نیروهای مشترک ایالات متحده و رئیس  کارکنانStrike Force Training Atlantic
وظایف استارنی شامل موارد زیر بود: فرمانده ، فرماندهی قابلیت های مشترک فرماندهی حمل و نقل ایالات متحده.  فرمانده ، Strike Force Training Atlantic؛  فرمانده ، Carrier Strike Group 4 (CCSG-4)؛  فرمانده ، فرماندهی توسعه جنگ دریایی.  و مدیر عملیات ، فرماندهی مرکزی ایالات متحده.
نیروی دریایی:
استارنی در اسکادران جنگنده های اعتصابی متعددی که پرواز FA-18 هورنت را انجام می دادند خدمت کرد.  وظایف ناوگان وی شامل Golden Warriors of Strike Fighter Squadron VFA-87 ، Knighthawks of Strike Fighter Squadron VFA-136 و افسر جنگ اعتصابی برای فرمانده ، گروه حامل 4 (CCG-4) بود.  وی فرماندهی Wildcats VFA-131 و Carrier Air Wing Seven (CVW-7) را در USS Dwight D. Eisenhower (CVN-69) آغاز کرد.  وی در کابل ، افغانستان به عنوان رئیس ستاد کارگروه مشترک 435 (JTF 435) و بعداً کارگروه مشترک بین سازمانی مشترک 435 (CJIATF 435) خدمت کرد. [2]
استارنی به عنوان مربی و افسر آمادگی در مدرسه نیروی دریایی جنگنده ، کمک اردو به رئیس عملیات نیروی دریایی ، معاون مدیر فرماندهی نیروهای مشترک ایالات متحده J6 ایالات متحده ، معاون اجرایی معاون فرمانده ، فرماندهی نیروهای مشترک ایالات متحده و رئیس  کارکنانStrike Force Training Atlantic
وظایف استارنی شامل موارد زیر بود: فرمانده ، فرماندهی قابلیت های مشترک فرماندهی حمل و نقل ایالات متحده.  فرمانده ، Strike Force Training Atlantic؛  فرمانده ، Carrier Strike Group 4 (CCSG-4)؛  فرمانده ، فرماندهی توسعه جنگ دریایی.  و مدیر عملیات ، فرماندهی مرکزی ایالات متحده.
وی همچنین برندهٔ جوایزی همچون لژیون افتخار، نشان هوایی، و نشان خدمات برجسته (نیروی دریایی ایالات متحده) شده‌است.